# Українці Тунісу
Українці Тунісу — особи з українським громадянством або національністю, які перебувають на території Тунісу. Функції об'єднувача частково виконують ініціативні групи та Посольство України в Туніській республіці.

## Історія
Початок міграції українців до Тунісу було покладено після завершення Другої світової війни. У 1947—1948 роках українці, що перебували в таборах «переміщених осіб» у Німеччині й Австрії, виїхало зі своїми родинами на працю за контрактом на будові греблі на річці Уед-ель-Ліль коло містечка Аїн-Драгам в Хрумерійських горах Північного Тунісу, який був тоді під французьким протекторатом. До Бен-Метіру українці виїжджали з Європи вісьмома транспортами. Перший з них прибув 3 вересня 1947 року, останній — 1 серпня 1948 року. Сформована в Бен-Метірі українська громада була найчисленнішою в 1948 році — 281 особа, в тому числі 50 дітей віком молодше 16 років.
Нова хвиля переселенців з України почалася з початком занепаду Радянського Сюзу наприкінці 1980-х роках й його подальшим розпадом у 1991 році. Тоді стали переїздити сюди фахівці (інженери, техніки, медики) та переважно жінки, що вийшли заміж за тунісців. Останніх виявилося найбільше. Певну частку українців, що тимчасово перебувають в країні складають туристи, відпочивальники й інші мандрівники.

## Сучасність
Станом на 2015 рік, на консульському обліку Посольства України в Тунісі перебуває 421 громадянин України. За даними МВС Тунісу, станом на травень 2014 р. в країні перебуває 291 громадянин України. Різниця у даних пояснюється тим, що у Тунісі дитина народжена від шлюбу громадян України та Тунісу вважається громадянином Тунісу. Втім з урахуванням шлюбів тут перебуває до 2000 українців, значну частину становлять жінки. Мешкають у Тунісі, Сусі, Магдії, Сфаксі та інших містах. Повноваженим Послом України в туніській Республіці станом на 2024 рік є Хоманець Володимир Анатолійович.

## Організація та заходи
Перша українська громада в Тунісі оформилася в містечку Бен-Метір 9 січня 1949 року, мала виборну управу на чолі із С. Тим'яком. Проте внаслідок виїзду українців до інших країн, здебільшого до Канади, США й Франції громада ліквідувалася 10 серпня 1956 року. За час свого недовгого існування українська громада в Бен-Метірі проявила велику активність. Найбільшою її перевагою над іншими громадами було те, що її члени були поселені компактно як одне українське село, зі своїм священиком С.Чехівським (тільки у 1949 році), народною школою, садочком. Було започатковано СУМ, СВУ, жіночу секцію, кооператив «Взаємна поміч» та допомоговий «Суспільний фонд», який спільно з фірмою утримував лікаря І. Мусійчука та медсестру.
Однією з українських організацій у Бен-Метірі була пластова група під проводом крайового уповноваженого Головної Пластової Старшини Володимира Савчака. Вона постала в травні 1948 року і мала тоді 31 члена. Французька Дирекція Уряду Безпеки в Тунісі затвердила листом від 19 січня 1952 року статут пластової групи в Тунісі. Згідно зі статутом, «Пласт у Тунісі» зберігав свою організаційну незалежність, його члени мали право носити український пластовий однострій і відзнаки. Після затвердження статуту пластова група провела Загальні Збори, де обрано пластовий провід і створено гурток приятелів Пласту. На початку 1952 року, через виїзд українців з Тунісу, пластова група мала вже тільки 19 членів. Через виїзд українців з Тунісу пластова група ліквідувалася 1 листопада 1953 р.
Значне пожвавлення українців в тунісі почалося з подій Євромайдану та Революції Гідності у 2013—2014 роках, а потім з моменту Російської анексії Криму та вторгнення на Донбас. Українці активно співпрацюють з волонтерськими організаціями з України, зокрема з  організацією Крила Фенікса.
29-30 березня 2014 року, завдяки зусиллям Посольства України в Туніській Республіці, української громади у Тунісі, а також сприятливій особистій позиції керівників християнських конфесій у країні перебування в Кафедральному соборі м. Туніс святого Вінсента де Поля Римсько-католицької церкви, храмі Воскресіння Христового Руської православної церкви відбулися поминальні богослужіння у пам'ять про Небесну сотню, загиблих під час окупації Криму, а також було виголошено молитву за Україну без війни.
Регулярно відбувається святкування та творчі вечори з нагоди народження українського поета Т.Г.Шевченка, до яких часто долучається українська письменниця, волонтерка, яка прожила в тунісі багато років — Хаммоуда Наталія.
У 2023 році при Посольстві України в Тунісі було сворено першу бібліотеку української книги, до якої увійшла як дитяча та і доросла література.

## Освіта
У 2024 році була запеєстрована офіційна громада Українців Тунісу "Калина", а також школа з онойменною назвою в місті Туніс Центральний. За ініціативи українців створено недільну школу у м. Сус.